# Serbia la Jocurile Olimpice de vară din 2016
Serbia a participat la Jocurile Olimpice de vară din 2016 de la Rio de Janeiro în perioada 5 – 21 august 2016, cu o delegație de 103 de sportivi, care a concurat în 14 sporturi. Cu un total de opt medalii, inclusiv două de aur, Serbia a obținut cel mai bun rezultat de după destrămarea Iugoslaviei și s-a aflat pe locul 32 în clasamentul final.

## Participanți
Delegația sârbă a cuprins 103 de sportivi: 58 de bărbați și 45 de femei  (rezervele la fotbal, handbal, hochei pe iarbă și scrimă nu sunt incluse). Cel mai tânăr atlet din delegația a fost înotătoarea Anja Crevar (16 ani), cel mai vechi a fost trăgătorul de tir Stevan Pletikosić (44 ani).
| Sport         | Masculin | Feminin | Total |
| ------------- | -------- | ------- | ----- |
| Atletism      | 7        | 5       | 12    |
| Baschet       | 12       | 12      | 24    |
| Caiac canoe   | 6        | 4       | 10    |
| Canotaj       | 4        | 0       | 4     |
| Ciclism       | 1        | 1       | 2     |
| Judo          | 1        | 0       | 1     |
| Lupte         | 3        | 0       | 3     |
| Natație       | 2        | 2       | 4     |
| Polo pe apă   | 13       | 0       | 13    |
| Taekwondo     | 0        | 2       | 2     |
| Tenis         | 3        | 3       | 6     |
| Tenis de masă | 1        | 0       | 1     |
| Tir           | 5        | 4       | 9     |
| Volei         | 0        | 12      | 12    |
| Total         | 58       | 45      | 103   |

## Medalii

### Medaliați
| Medalie | Nume | Sport       | Probă                       | Dată      |
| ------- | --- | ----------- | --------------------------- | --------- |
| Aur     | Davor Štefanek | Lupte       | 66 kg greco-roman masculin  | 16 august |
| Aur     | Echipă națională masculină Gojko Pijetlović Dušan Mandić Živko Gocić Sava Ranđelović Miloš Ćuk Duško Pijetlović Slobodan Nikić Milan Aleksić Nikola Jakšić Filip Filipović Andrija Prlainović Stefan Mitrović Branislav Mitrović | Polo pe apă | Turneul masculin            | 20 august |
| Argint  | Tijana Bogdanović | Taekwondo   | 49 kg feminin               | 17 august |
| Argint  | Marko Tomićević Milenko Zorić | Caiac canoe | K-2 1000 m masculin         | 18 august |
| Argint  | Echipă națională feminină Bianka Buša Jovana Brakočević Bojana Živković Tijana Malešević Brankica Mihajlović Maja Ognjenović Stefana Veljković Jelena Nikolić Jovana Stevanović Milena Rašić Silvija Popović Tijana Bošković     | Volei       | Turneul feminin             | 20 august |
| Argint  | Echipă națională masculină Miloš Teodosić Marko Simonović Bogdan Bogdanović Stefan Marković Nikola Kalinić Nemanja Nedović Stefan Birčević Miroslav Raduljica Nikola Jokić Vladimir Štimac Stefan Jović Milan Mačvan             | Baschet     | Turneul masculin            | 21 august |
| Bronz   | Ivana Španović | Atletism    | Săritura în lungime feminin | 17 august |
| Bronz   | Echipă națională feminină Tamara Radočaj Sonja Petrović Saša Čađo Sara Krnjić Nevena Jovanović Jelena Milovanović Dajana Butulija Aleksandra Crvendakić Dragana Stanković Milica Dabović Ana Dabović Danielle Page               | Baschet     | Turneul feminin             | 20 august |

### Medalii după sport
| Sport       | Aur | Argint | Bronz | Total |
| Polo pe apă | 1   | 0      | 0     | 1     |
| Lupte       | 1   | 0      | 0     | 1     |
| Baschet     | 0   | 1      | 1     | 2     |
| Caiac canoe | 0   | 1      | 0     | 1     |
| Taekwondo   | 0   | 1      | 0     | 1     |
| Volei       | 0   | 1      | 0     | 1     |
| Atletism    | 0   | 0      | 1     | 1     |
| Total       | 2   | 4      | 2     | 8     |

## Natație
| Sportiv     | Probă      | Calificări | Calificări | Semifinale | Semifinale | Finală       | Finală       |
| Sportiv     | Probă      | Timp       | Loc        | Timp       | Loc        | Timp         | Loc          |
| ----------- | ---------- | ---------- | ---------- | ---------- | ---------- | ------------ | ------------ |
| Anja Crevar | 400 m mixt | 4:43,19    | 20         | N/A        | N/A        | Nu a avansat | Nu a avansat |

| Sportiv             | Probă            | Calificări | Calificări | Semifinale   | Semifinale   | Finală       | Finală       |
| Sportiv             | Probă            | Timp       | Loc        | Timp         | Loc          | Timp         | Loc          |
| ------------------- | ---------------- | ---------- | ---------- | ------------ | ------------ | ------------ | ------------ |
| Velimir Stjepanović | 400 m stil liber | 3:46,78    | 14         | N/A          | N/A          | Nu a avansat | Nu a avansat |
| Čaba Silađi         | 100 m bras       | 1:00,76    | 26         | Nu a avansat | Nu a avansat | Nu a avansat | Nu a avansat |